# قائمة قرارات مجلس الأمن التابع للأمم المتحدة لعام 1968
تتضمنقائمة قرارات مجلس الأمن التابع للأمم المتحدة لعام 1968 جميع القرارات الصادرة عن مجلس الأمن التابع للأمم المتحدة خلال العام 1968.

## القائمة
| رقم القرار | الرمز            | نص القرار                         | موضوع القرار                                                                                                  |
| ---------- | ---------------- | --------------------------------- | --- |
| 245        | S/RES/245 (1968) | نص الوثيقة على موقع الأمم المتحدة | غرب أفريقيا                                                                                                   |
| 246        | S/RES/246 (1968) | نص الوثيقة على موقع الأمم المتحدة | غرب أفريقيا                                                                                                   |
| 247        | S/RES/247 (1968) | نص الوثيقة على موقع الأمم المتحدة | قضية قبرص |
| 248        | S/RES/248 (1968) | نص الوثيقة على موقع الأمم المتحدة | الشرق الأوسط                                                                                                  |
| 249        | S/RES/249 (1968) | نص الوثيقة على موقع الأمم المتحدة | قبول أعضاء جدد في الأمم المتحدة: موريشيوس                                                                     |
| 250        | S/RES/250 (1968) | نص الوثيقة على موقع الأمم المتحدة | الشرق الأوسط                                                                                                  |
| 251        | S/RES/251 (1968) | نص الوثيقة على موقع الأمم المتحدة | الشرق الأوسط                                                                                                  |
| 252        | S/RES/252 (1968) | نص الوثيقة على موقع الأمم المتحدة | الشرق الأوسط                                                                                                  |
| 253        | S/RES/253 (1968) | نص الوثيقة على موقع الأمم المتحدة | رودسيا الجنوبية                                                                                               |
| 254        | S/RES/254 (1968) | نص الوثيقة على موقع الأمم المتحدة | قضية قبرص |
| 255        | S/RES/255 (1968) | نص الوثيقة على موقع الأمم المتحدة | المسألة المتعلقة بقياس حماية الدول التي لا تمتلك أسلحة نووية وهي طرف في معاهدة الحد من انتشار الأسلحة النووية |
| 256        | S/RES/256 (1968) | نص الوثيقة على موقع الأمم المتحدة | الشرق الأوسط                                                                                                  |
| 257        | S/RES/257 (1968) | نص الوثيقة على موقع الأمم المتحدة | قبول أعضاء جدد في الأمم المتحدة: سوازيلاند                                                                    |
| 258        | S/RES/258 (1968) | نص الوثيقة على موقع الأمم المتحدة | الشرق الأوسط                                                                                                  |
| 259        | S/RES/259 (1968) | نص الوثيقة على موقع الأمم المتحدة | الشرق الأوسط                                                                                                  |
| 260        | S/RES/260 (1968) | نص الوثيقة على موقع الأمم المتحدة | قبول أعضاء جدد في الأمم المتحدة: غينيا الاستوائية                                                             |
| 261        | S/RES/261 (1968) | نص الوثيقة على موقع الأمم المتحدة | قضية قبرص |
| 262        | S/RES/262 (1968) | نص الوثيقة على موقع الأمم المتحدة | الشرق الأوسط                                                                                                  |

## المرجع
1. ↑  "Security Council Resolutions" (بالإنجليزية). الأمم المتحدة. Archived from the original on 2018-10-23. Retrieved 22 شباط / فبراير 2017. {{استشهاد ويب}}: تحقق من التاريخ في: |تاريخ الوصول= (help)